# Pycnomma
Pycnomma  é um género de peixe da família Gobiidae e da ordem Perciformes.

## Morfologia
- Cabeça deprimida.
- Barbatanas pélvicas completamente separadas.
- Barbatana caudal ovalada.
- O corpo apresenta escamas ásperas e grossas.[3]

## Espécies
- Pycnomma roosevelti (Ginsburg, 1939)[4]
- Pycnomma semisquamatum (Rutter, 1904)[5][6][7][8][9][10][11]